# Röhrlinge

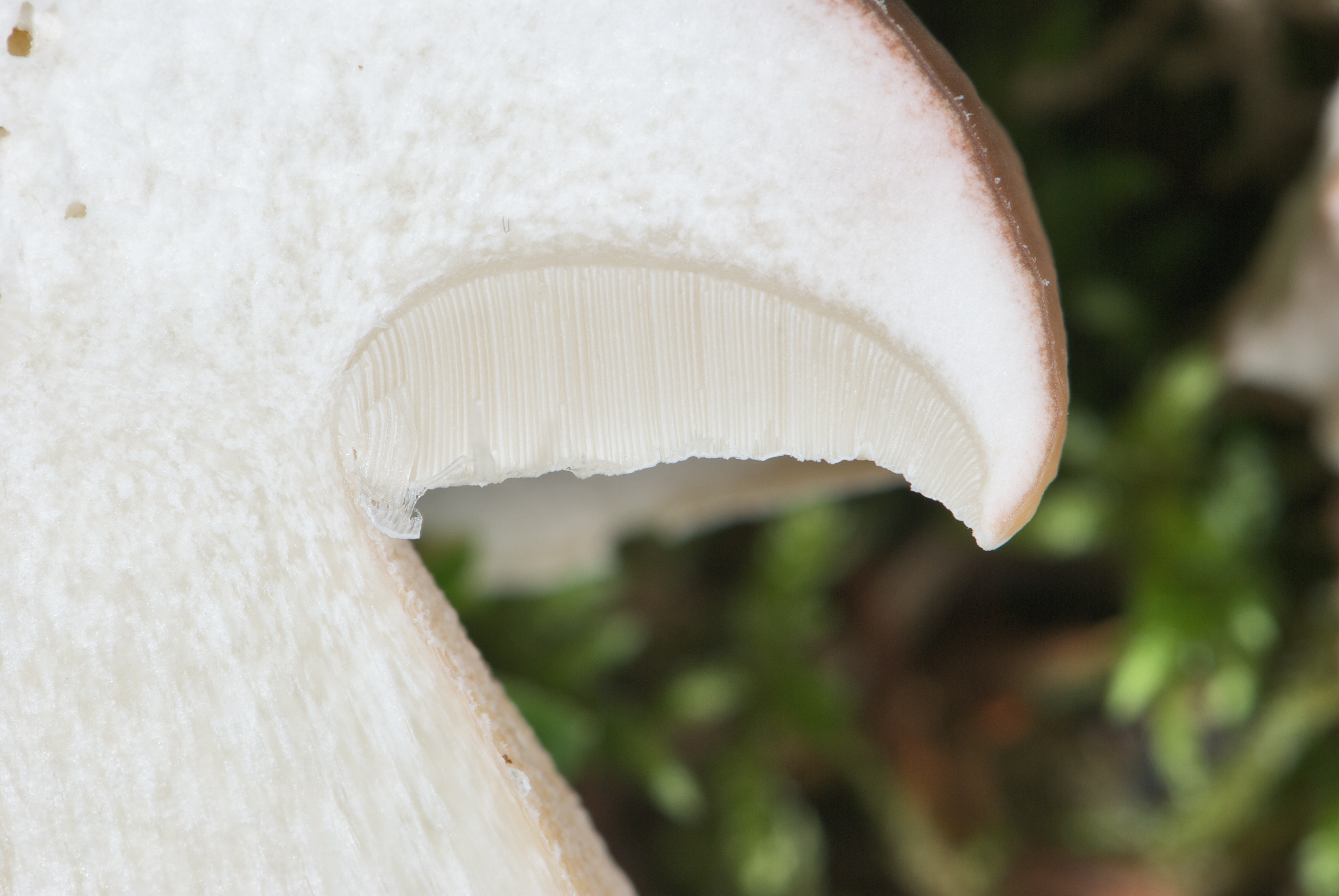
Steinpilz (Boletus edulis), die Röhrenschicht im Schnitt

Als Röhrlinge oder Röhrenpilze werden Pilzarten mit in Hut und Stiel gegliederten Fruchtkörpern bezeichnet, deren Hymenophor auf der Hutunterseite in Form von Röhren ausgebildet ist (sog. „Schwamm“). Innerhalb der Dickröhrlingsartigen (Boletales) gehören sie verschiedenen Familien an, darunter beispielsweise:
- Dickröhrlingsverwandte (Boletaceae)
- Boletinellaceae
- Blasssporröhrlingsverwandte (Gyroporaceae)
- Kremplingsverwandte (Paxillaceae)
- Schmierröhrlingsverwandte (Suillaceae)

Zu den Röhrlingen gehören viele beliebte Speisepilze, wie etwa Steinpilze, Maronenröhrlinge oder Rotkappen. Die Röhrlinge gelten für Speisepilzsammler in Europa als relativ sichere, für Anfänger geeignete Pilze, weil es darunter nur wenige giftige Arten gibt. Die giftigen Röhrlinge sind zudem relativ selten und bisher ist auch keine tödlich giftige Art bekannt.
Ein bedeutender giftiger Röhrling ist der Satans-Röhrling, der schwere Magen- und Darmbeschwerden verursacht, insbesondere einen schnell einsetzenden Brechdurchfall.